# Friedrich von Hausen
Friedrich von Hausen (vers 1155? - 1190) fou un trobador alemany (Minnesänger) del segle xii.
Procedia d'una família il·lustre de cavallers del Palatinat, el seu pare fou conseller de Frederic Barbarroja. Fredrich von Hausen després d'haver estat a Itàlia prengué part en la tercera croada de 1189 de Frederic I. Morí el 6 de maig de 1190 a Filomelium, a conseqüència d'una caiguda de cavall. Cal notar que, tot i que sempre ho fa, el Còdex Manesse no el retrata amb el seu escut o amb armes de cavaller, sinó en un vaixell i com a croat; les circumstàncies de la seva mort deurien haver deixat record fins a principis del XIV, quan s'encarrega el Còdex Manesse.
En la seva obra i en la de Heinrich von Veldeke s'hi nota, per primer cop, la imitació directa d'originals provençals i francesos.
La seva poesia es troba editada a Des Minnesangs Frühling de Karl Lachmann i Moriz Haupt (4.ª ed., Leipzig, 1888).